# Emil Bohnke
Emil Bohnke (* 11. Oktober 1888 in Zduńska Wola bei Łódź, Polen; † 11. Mai 1928 bei Pasewalk, Mecklenburg-Vorpommern) war ein deutscher Bratschist, Komponist und Dirigent in Berlin.

## Leben und Werk

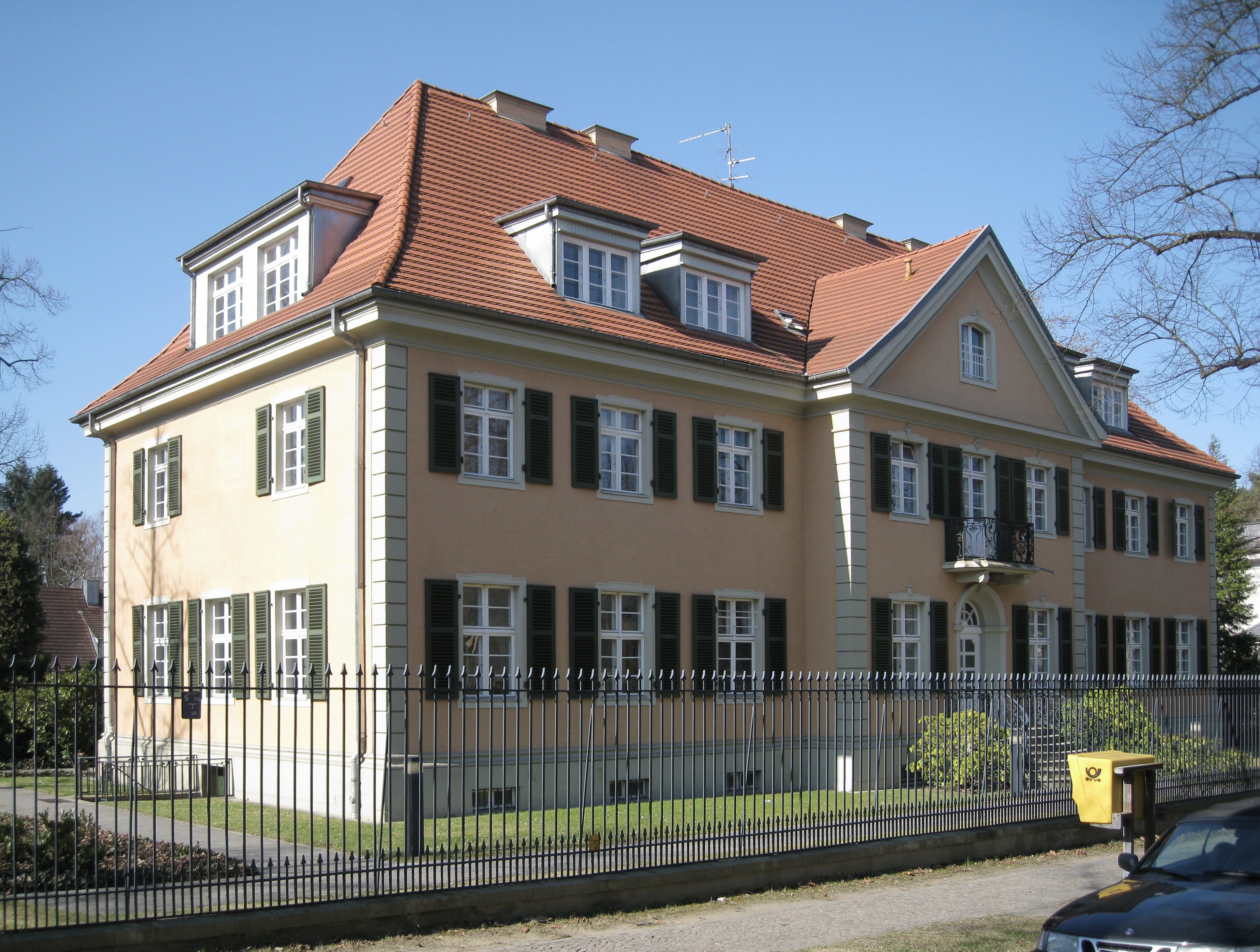
Wohnhaus Podbielskiallee 25–27 in Berlin-Dahlem

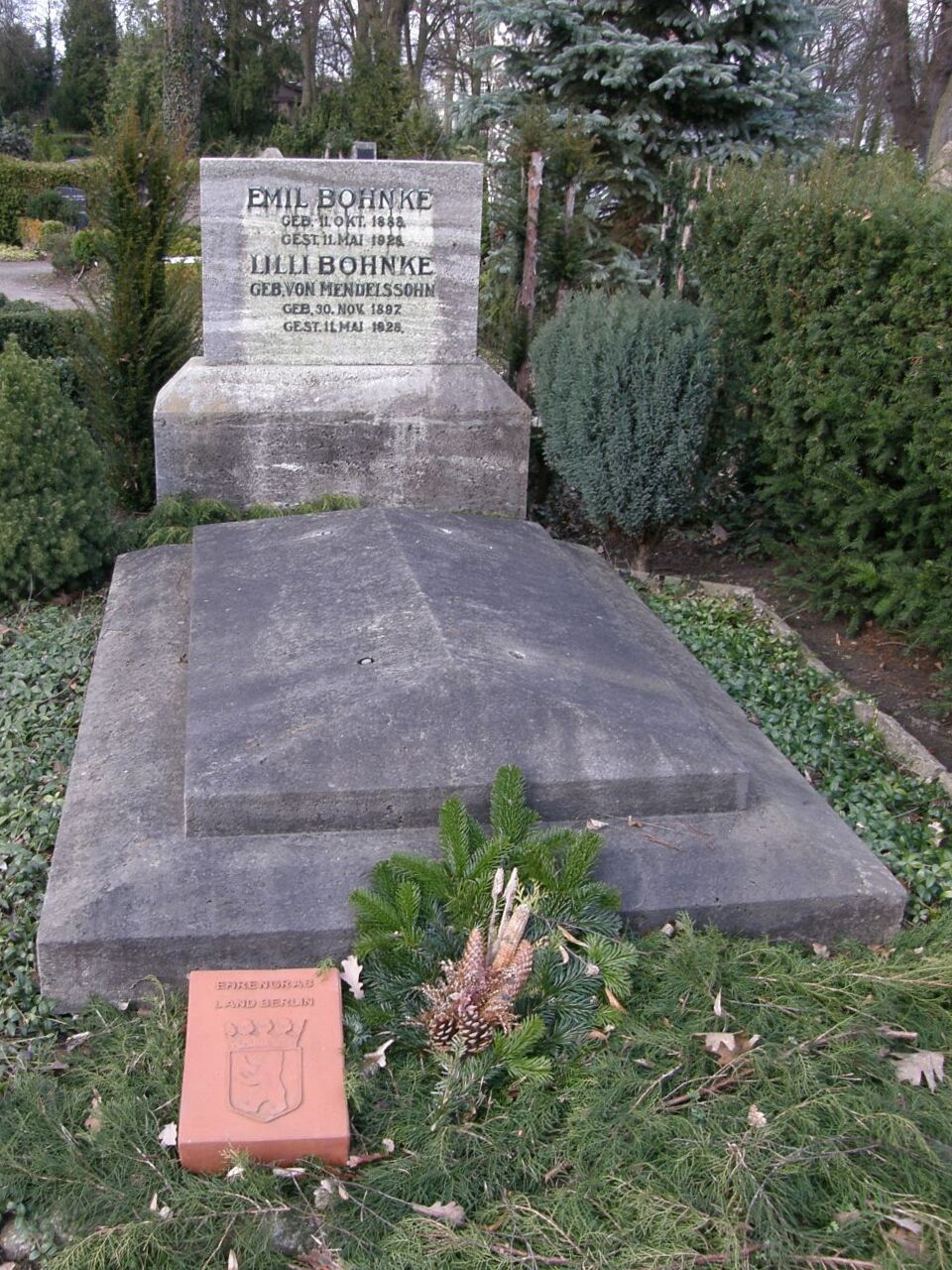
Ehrengrab für Emil Bohnke und seine Frau auf dem Friedhof Dahlem

Emil Bohnke, ein Sohn des Textilfabrikanten Ferdinand Bohnke, studierte von 1901 bis 1908 am Leipziger Konservatorium. Zuvor erhielt er Unterricht im Violin- und Klavierspiel von Robert Berendt. Zu seinen Leipziger Lehrern gehörten u. a. Hans Sitt (Violine und Orchesterspiel), Julius Klengel (Ensemblespiel) und Stephan Krehl (Theorie). Sein Hauptfach war das Violinspiel.
Er heiratete am 2. September 1919 in Berlin-Grunewald die Violinistin Lilli von Mendelssohn, die Tochter des Bankiers Franz von Mendelssohn, die so wie er selbst ebenfalls als Berufsmusikerin tätig war. Eines der drei Kinder aus dieser Ehe war der spätere Pianist Robert-Alexander Bohnke (1927–2004).
In den Jahren 1926/1927 ließ das Ehepaar nach Plänen der Architekten Helmuth Griesebach und Heinz Rehmann ein repräsentatives Wohnhaus an der Podbielskiallee 25–27 in Berlin-Dahlem errichten, das heute unter Denkmalschutz steht. Im Inneren sind eine holzgetäfelte ovale Bibliothek und das rund 70 Quadratmeter große Musikzimmer des Musikerpaares mit originalen Einbauten aus der Bauzeit erhalten.
Als Bratschist spielte er unter anderem im Quartett von Adolf Busch. Kompositorisch und persönlich stand er dem Kreis um Heinz Tiessen nahe, zu dem auch der Pianist und Komponist Eduard Erdmann gehörte. In seiner Funktion als Interpret (1926 wurde er Leiter des Berliner Sinfonie-Orchesters) setzte sich Bohnke oft für Werke dieser Kollegen ein.
Emil Bohnke starb im Alter von 39 Jahren. Er kam am 11. Mai 1928 zusammen mit seiner Frau bei einem Autounfall in der Nähe von Pasewalk ums Leben, als beide auf der Suche nach einer Ferienunterkunft für ihre Kinder waren. Die drei Waisen wuchsen im Haushalt der Großeltern von Mendelssohn auf.
Bald nach seinem Tode geriet der Komponist in Vergessenheit, was vor allem Schuld der nationalsozialistischen Machthaber war: Da Bohnkes Ehefrau Lilli jüdischer Herkunft war und er selbst außerdem enge Kontakte zu politisch Missliebigen hatte (so war sein Freund Tiessen bekennender Sozialist), wurden seine Werke nach 1933 verboten. Trotz einiger Wiederbelebungsversucher ist die Musik Bohnkes, ein ohne Zweifel interessantes Dokument der Musik aus den 1920er Jahren, nie wieder recht in die Konzertsäle zurückgekehrt.

## Stil
Bohnkes Werk ist nicht sehr umfangreich. Da der Komponist selbst ein hervorragender Kammermusiker war, konzentriert sich sein Schaffen auch vorrangig auf dieses Gebiet. Daneben gibt es einige Klavierstücke und Orchesterwerke sowie Lieder aus seiner Feder. 
Er begann als spätromantisch geprägter Komponist, etwa in der Nachfolge Max Regers, bezog später jedoch mehr und mehr expressionistische Elemente in seine Werke mit ein. Allerdings ist ein deutlicher Bruch in seinem Schaffen nicht zu bemerken. Die Kompositionen Bohnkes zeichnen sich durch dichte thematische Arbeit und kühne Harmonik aus, die sehr oft den (noch vorhandenen) Rahmen der Tonalität sprengt.
Als wichtigstes Werk des Komponisten gilt die kurz nach seinem Tode uraufgeführte Symphonie op. 16.

## Ehrungen
Die sterblichen Überreste Emil Bohnkes ruhen auf dem Friedhof Dahlem mit denjenigen seiner Frau. Ihr gemeinschaftliches Grab war bis zum Jahr 2015 als Ehrengrab des Landes Berlin gewidmet.

## Werkverzeichnis
- Streichquartett c-Moll op. 1
- Sinfonische Ouvertüre op. 2
- Sonate für Violine und Klavier op. 3
- Klavierstücke op. 4
- Klaviertrio b-Moll op. 5
- Klavierstücke op. 6
- Sonate für Violoncello und Klavier f-Moll op. 7
- Klavierstücke op. 8
- Thema und Variationen für großes Orchester op. 9
- Klaviersonate op. 10
- Violinkonzert op. 11
- 6 Skizzen für Klavier op. 12
- Sonate für Violine solo op. 13 Nr. 1
- Sonate für Viola solo op. 13 Nr. 2
- Sonate für Violoncello solo op. 13 Nr. 3
- Klavierkonzert op. 14
- Ciacona für Violine solo op. 15 Nr. 2
- Symphonie op. 16

## Tonträger
- Chamber music: Streichquartett op. 1, Klaviertrio op. 5, Sonate für Violoncello und Klavier op. 7, Sonaten op. 13 Nr. 1–3; Ciacona für Violine solo op. 15 Nr. 2. Rainer Klaas (Klavier), Kolja Lessing (Violine und Viola), Bernhard Schwarz (Violoncello), Trio Alkan, Verdi-Quartett. Aufgenommen Mai und September 1993, Juni 1994. Dabringhaus und Grimm MDG 325 0531-2. 2 CDs, erschienen 1995
- Klavierkonzert op. 14, Sinfonie op. 16. Robert-Alexander Bohnke (Klavier), Bamberger Symphoniker, Israel Yinon (Dirigent). Aufgenommen Mai und November 2000. Koch Schwann 3-6420-2. 1 CD, 2001
- Klavierwerke op. 6, 8, 10 und 12, Nocturn. Robert-Alexander Bohnke. Aufgenommen September und Dezember 2000. Real Sound RS 051-0032. 1 CD, 2001.
- Sinfonische Ouvertüre op. 2, Thema und Variationen für großes Orchester op. 9, Violinkonzert op. 11. Kolja Lessing (Violine), Rundfunk-Sinfonieorchester Prag, Israel Yinon. Aufgenommen Oktober 2001. Real Sound RS 051-0035. 1 CD, 2004.